# Episodi di Gianni e Pinotto (seconda stagione)
La seconda stagione della serie televisiva Gianni e Pinotto è andata in onda negli Stati Uniti dal 1953 al 1º maggio 1954 in syndication.
| nº | Titolo originale      | Prima TV USA   | Titolo italiano | Prima TV Italia |
| -- | --------------------- | -------------- | --------------- | --------------- |
| 1  | The Paperhangers      | 1953           |                 |                 |
| 2  | Uncle Bozzo's Visit   | 1953           |                 |                 |
| 3  | In Society            | 1953           |                 |                 |
| 4  | Life Insurance        | 1953           |                 |                 |
| 5  | Pest Exterminators    | 1953           |                 |                 |
| 6  | Killer's Wife         | 1953           |                 |                 |
| 7  | Cheapskates           | 1953           |                 |                 |
| 8  | South of Dixie        | 1953           |                 |                 |
| 9  | From Bed to Worse     | 1954           |                 |                 |
| 10 | $1000 TV Prize        | 1954           |                 |                 |
| 11 | Amnesia               | 1954           |                 |                 |
| 12 | Efficiency Experts    | 1954           |                 |                 |
| 13 | Car Trouble           | 1954           |                 |                 |
| 14 | Wife Wanted           | 1954           |                 |                 |
| 15 | Uncle from New Jersey | 1954           |                 |                 |
| 16 | Private Eye           | 1954           |                 |                 |
| 17 | The Tax Return        | 1954           |                 |                 |
| 18 | Public Enemies        | 1954           |                 |                 |
| 19 | Bank Holdup           | 1954           |                 |                 |
| 20 | Well Oiled            | 1954           |                 |                 |
| 21 | The Pigeon            | 1954           |                 |                 |
| 22 | Honeymoon House       | 1954           |                 |                 |
| 23 | Fencing Master        | 1954           |                 |                 |
| 24 | Beauty Contest        | 1954           |                 |                 |
| 25 | Fall Guy              | 1954           |                 |                 |
| 26 | Barber Lou            | 1º maggio 1954 |                 |                 |

## The Paperhangers
- Diretto da:
- Scritto da:

### Trama
- Interpreti: Bud Abbott (Bud Abbott), Lou Costello (Lou Costello), Sid Fields (Sid Fields), Sara Haden (Mrs. Bronson), Gordon Jones (Mike Kelly), Jane Frazee (Gilda), Henry Kulky (Mulligan), Robert J. Wilke (Mike Brodie), Billy Varga (Big Guy), Rex Lease (barista), John Daheim (attaccabrighe), Bud Wolfe (Cuocere in ristorante)

## Uncle Bozzo's Visit
- Diretto da:
- Scritto da:

### Trama
- Interpreti: Bud Abbott (Bud Abbott), Lou Costello (Lou Costello), Fortunio Bonanova (zio Bozzo), Sid Fields (Sid Fields), G. Pat Collins (Slug), Milt Bronson (tassista), Pat Flaherty (guardia), Max Wagner (primo operaio), J. Anthony Hughes (secondo operaio), Gordon Jones (Mike Kelly)

## In Society
- Diretto da:
- Scritto da:

### Trama
- Interpreti: Bud Abbott (Bud Abbott), Lou Costello (Lou Costello), Hillary Brooke (Hillary Brooke), Isabel Randolph (Olga Van Goo), Sid Fields (Sid Fields), Gordon Jones (Mike Kelly), Sheila Bromley (Joyce), Alix Talton (Mrs. Ashton), Jack Rice (Digby—maggiordomo), Tristram Coffin (Foster)

## Life Insurance
- Diretto da:
- Scritto da:

### Trama
- Interpreti: Bud Abbott (Bud Abbott), Lou Costello (Lou Costello), Sid Fields (Sid Fields), Gordon Jones (Mike Kelly), Murray Leonard (dottore), Dorothy Granger (Miss Smith—Nurse), Milt Bronson (Sam Speedy), Bobby Barber (Janitor, solo credito), J. Anthony Hughes (Bill), Joseph La Cava (Joe), Donald Kerr (Excited Man in Doctor's Office), Minerva Urecal (Woman che controlla appartamenti di Bud e Lou)

## Pest Exterminators
- Diretto da:
- Scritto da:

### Trama
- Interpreti: Bud Abbott (Bud Abbott), Lou Costello (Lou Costello), Sid Fields (Sid Fields), Gordon Jones (Mike Kelly), Joan Shawlee (Girl in Doctor's Office), Helene Millard (Mrs. Featherton), Florence Auer (Sophie), Dorothy Vaughan (Sarah), Bobby Barber (Janitor), Creighton Hale (Carson), Robert Foulk (sergente della polizia)

## Killer's Wife
- Diretto da:
- Scritto da:

### Trama
- Interpreti: Bud Abbott (Bud Abbott), Lou Costello (Lou Costello), Mary Beth Hughes (Dixie King), Max Baer (Killer King), Gordon Jones (Mike Kelly), Sid Fields (Sid Fields), Lyle Talbot (Jimmy Dill), Lou Nova (Butch), Tom Kennedy (uomo cge trasporta Costello)

## Cheapskates
- Diretto da:
- Scritto da:

### Trama
- Interpreti: Bud Abbott (Bud Abbott), Lou Costello (Lou Costello), Sid Fields (Sid Fields), Gordon Jones (Mike Kelly), Phyllis Coates (Millie Montrose), Paul Fix (Lefty the Shiv), Anthony Warde (Blackie), Ralph Gamble (banditore), Bobby Barber (Autista, scene cancellate), Teddy Infuhr (Fresh Kid)

## South of Dixie
- Diretto da:
- Scritto da:

### Trama
- Interpreti: Bud Abbott (Bud Abbott), Lou Costello (Lou Costello), Jean Porter (Jean Wilson), Glenn Langan (Rex), Sid Fields (Sid Fields), Gordon Jones (Mike Kelly / Col. Potts (in play), Bob Hopkins (capitano Grant), Dick Gordon (colonnello Davis), Jeanne Baird (Helen), Bobby Barber (Jake)

## From Bed to Worse
- Diretto da:
- Scritto da:

### Trama
- Interpreti: Bud Abbott (Bud Abbott), Lou Costello (Lou Costello), Dick Wessel (Bill Hart), Sid Fields (Sid Fields), Lucien Littlefield (First Man), Joe Devlin (Man), Shirley Tegge (Girl)

## $1000 TV Prize
- Diretto da:
- Scritto da:

### Trama
- Interpreti: Bud Abbott (Bud Abbott), Lou Costello (Lou Costello), Gordon Jones (Mike Kelly), Sid Fields (Sid Fields), Milt Bronson (Repairman), Bob Hopkins (annunciatore), Ralph Sanford (sergente della polizia), Ray Walker (Smith)

## Amnesia
- Diretto da:
- Scritto da:

### Trama
- Interpreti: Bud Abbott (Bud Abbott), Lou Costello (Lou Costello), Adele Jergens (Maxine), Sid Fields (Sid Fields), Gordon Jones (Mike Kelly), Paul Bryar (George), Charles Cane (Friendly Fields), Kathryn Sheldon (stenografo), Jack Mulhall (Cop), Milt Bronson (dottore)

## Efficiency Experts
- Diretto da:
- Scritto da:

### Trama
- Interpreti: Bud Abbott (Bud Abbott), Lou Costello (Lou Costello), Jean Willes (Doris Wentworth), Lucille Barkley (Peggy Wentworth), Theodore von Eltz (Henry Dunn), Herbert Heyes (J.J. Wentworth), Lillian Bronson (Ruby Kent), Frank J. Scannell (croupier), Joey Ray (Nightclub Boss), Bobby Barber (buttafuori del Nightclub)

## Car Trouble
- Diretto da:
- Scritto da:

### Trama
- Interpreti: Bud Abbott (Bud Abbott), Lou Costello (Lou Costello), Sid Fields (Sid Fields), Gordon Jones (Mike Kelly / Mike's Twin Brother), Emory Parnell (sceriffo), Horace Murphy (Henry—Farmer), Percy Helton (Hap), Syd Saylor (Chuck), Charles Williams (Duncan), Ted Stanhope (Salesman), Bobby Barber (Pete), Milt Bronson (Frenatore)

## Wife Wanted
- Diretto da:
- Scritto da:

### Trama
- Interpreti: Bud Abbott (Bud Abbott), Lou Costello (Lou Costello), June Vincent (Agnes), Sid Fields (Sid Fields), Frank Jara (Bone Bender Brodsky), Tracey Roberts (Nancy Dixon), Connie Cezon (Tunnel Girl), Gerry Pattison (Cora), Claudia Barrett (Dora), Donald Kerr (imbonitore di Spooners' Heaven)

## Uncle from New Jersey
- Diretto da:
- Scritto da:

### Trama
- Interpreti: Bud Abbott (Bud Abbott), Lou Costello (Lou Costello), Sid Fields (Sid Fields), Gordon Jones (Mike Kelly), Ralph Gamble (Jones), Tim Ryan (tenente Smith), Tom Keene (Joe)

## Private Eye
- Diretto da:
- Scritto da:

### Trama
- Interpreti: Bud Abbott (Bud Abbott), Lou Costello (Lou Costello), Sid Fields (Sid Fields), Keith Richards (Bill Mason), Lyn Thomas (Dot), Frank Richards (Slug), Billy Varga (Big Guy), Harry Clexx (Mike), Lou Krugman (Sinister Man), Paul Stader (uomo in cornice), Bobby Barber (uomo con la torta)

## The Tax Return
- Diretto da:
- Scritto da:

### Trama
- Interpreti: Bud Abbott (Bud Abbott), Lou Costello (Lou Costello), Gordon Jones (Mike Kelly), Sid Fields (Sid Fields), Thurston Hall (Mr. Smith), Benny Burt (Spike), Al Hill (Lefty), Ray Walker (tenente della polizia Smith), Bobby Barber (lavavetri)

## Public Enemies
- Diretto da:
- Scritto da:

### Trama
- Interpreti: Bud Abbott (Bud Abbott), Lou Costello (Lou Costello), Joe Sawyer (Chopper), Veda Ann Borg (Fifi), Sid Fields (Sid Fields), Gordon Jones (Mike Kelly), Robert Bice (Moose Miller), Claire Carleton (Olga), Michael Ross (Lefty), Bobby Barber (cliente al Guess-Your-Weight), Donald Kerr (fotografo della polizia)

## Bank Holdup
- Diretto da:
- Scritto da:

### Trama
- Interpreti: Bud Abbott (Bud Abbott), Lou Costello (Lou Costello), Douglas Fowley (Lefty), Gordon Jones (Mike Kelly), Sid Fields (Sid Fields), Edgar Dearing (tenente della polizia Ryan), Emmett Vogan (Bank Manager), Milt Bronson (sportellista della banca), Paul Bryar (partner di Lefty)

## Well Oiled
- Diretto da:
- Scritto da:

### Trama
- Interpreti: Bud Abbott (Bud Abbott), Lou Costello (Lou Costello), Gordon Jones (Mike Kelly), Sid Fields (Sid Fields), Connie Cezon (Stella), William Fawcett (Mr. Scudder), Wild Red Barry (Wild Red Barry), Richard Norris (A Young Man), Grace Hayle (Mrs. Lumpkins)

## The Pigeon
- Diretto da:
- Scritto da:

### Trama
- Interpreti: Bud Abbott (Bud Abbott), Lou Costello (Lou Costello), Gloria Henry (Ruby Norton), Ted Hecht (Steve Terry), Sid Fields (Sid Fields), Ray Montgomery (Bob Lee), Harry Clexx (poliziotto), Hank Patterson (The Tramp), Bobby Barber (pittore)

## Honeymoon House
- Diretto da:
- Scritto da:

### Trama
- Interpreti: Bud Abbott (Bud Abbott), Lou Costello (Lou Costello), Karen Sharpe (Sally Davis), Renie Riano (Helen Davis), Sid Fields (Sid Fields), George Chandler (Henry Davis), Danny Morton (Corky Kane), Tommy Farrell (Steve Becker)

## Fencing Master
- Diretto da:
- Scritto da:

### Trama
- Interpreti: Bud Abbott (Bud Abbott), Lou Costello (Lou Costello), Fortunio Bonanova (Prof. Roberto), Sid Fields (Sid Fields), Byron Foulger (dottor Bluzak), Harry Clexx (Harry—poliziotto), Robert Karnes (Jones—Flower Pot Man), Ray Lennert (Ryan), Benny Burt (rapinatore di banche)

## Beauty Contest
- Diretto da:
- Scritto da:

### Trama
- Interpreti: Bud Abbott (Bud Abbott), Lou Costello (Lou Costello), Dick Wessel (Larry), Claudia Barrett (Clara), Sid Fields (Sid Fields), James Flavin (Joe Kelly), Sandra Spence (Mabel Murphy), Jan Kayne (Columbine), Ralph Gamble (Blodgett), Charles Halton (Jones), Gloria Pall (contestatore numero 9)

## Fall Guy
- Diretto da:
- Scritto da:

### Trama
- Interpreti: Bud Abbott (Bud Abbott), Lou Costello (Lou Costello), Walter Catlett (Henry Thomas), Noreen Nash (June Thomas), Gloria Saunders (Marie Thomas), Sid Fields (Sid Fields), Frank Marlowe (Steve Davis), Joe Haworth (Tom), Charlie Hall (Jake - Roofer), Ruth Lee (Myra), John Beradino (Husky Man Who Grabs Lou's Tie), Bobby Barber (Delivery Man with Box), Milt Bronson (fratello di Stinky, voce), Donald Kerr (pittore)

## Barber Lou
- Diretto da:
- Scritto da:

### Trama
- Interpreti: Bud Abbott (Bud Abbott), Lou Costello (Lou Costello), Sid Fields (Sid Fields), Renie Riano (Mrs. Bronson), Bobby Barber (Hercules)